# Гарліб Меркель
Гарліб Гельвіг Меркель (латис. Garlībs Helvigs Merķelis; (31 жовтня 1769 або 19 жовтня 1769 , Lēdurgad  — 9 травня 1850 , Рига )) — латвійсько-німецький письменник, літературний критик, публіцист, один з видатних представників ідей Просвітництва.

## Біографія

### Ранні роки та навчання
Гарліб Меркель народився 01 листопада 1769 року у Ледурзі у родині лютеранського пастора Даніеля та Гертруди Єлізавети Меркель.[джерело?]
У 1771 році родина переїхала до Вецпіебалги, а у 1776 році Г. Меркель був відправлений до Риги, де навчався у міській та кафедральній школах, отримуючи початкову освіту.
У 1782 році Г. Меркель через смерть батька перервав навчання та повернувся додому допомагати матері вести господарство. У 1785 році разом з родиною переїхав до Риги та продовжив навчання, закінчивши школу у 1786 році.
У 1796 році нетривалий час навчався медицині у Лейпцизькому університеті; вивчав право та естетику у Єнському університеті.
Від 1799 року член масонської ложі «Фредерік Гійом у короні справедливості».[джерело?]
У 1801-1802 роках навчався в університеті Франкфурта на Одері та отримав ступінь доктора філософії.

### Професійна діяльність
Трудову діяльність Гарліб Меркель розпочав у 1786 році на посаді писаря судової канцелярії у Ризі.
У 1787 році був статистом у Ризькому міському театрі; з 1788 по 1792 рік – репетитором в Лієпупе у маєтку пастора Йоганна Клемана.
У 1792 році нетривалий час працював помічником у Ризькому окружному суді. 
Протягом 1793 – 1796 років – вихователем в родині маршалка шляхти фон Трансе. Декілька місяців 1797 року працював у Копенгагені.
З 1802 по 1838 роки був засновником та редактором багатьох видань, займаючись публіцистичною та видавничою діяльністю, яку зрештою припинив під тиском цензури.
Останні роки свого життя Г. Меркель мешкав у власному маєтку в Катлакансі, поблизу Риги.
Помер 09 травня 1850 року. Похований на кладовищі Катлаканс. 

### Погляди та переконання
За життя Г. Меркель був відомий як радикальний критик землевласництва німецьких дворян та кріпацтва. Його найвизначніший твір «Латиші, особливо у Відземе, наприкінці філософського століття», виданий у Лейпцизі, став обвинувальним актом проти кріпосного права та викликав резонанс у Європі. Був перекладений французькою, данською, російською та естонською мовами.
Г. Меркель виступав проти загарбницької політики Наполеона, публікуючи політичні статті у німецьких виданнях. Після вторгнення Наполеона до Німеччини та поразки прусських військ під Єною, змушений був повернутися до Відземе.

## Основні твори
- «Есе про мистецтво поезії» (1794);

- «Латиші, особливо у Відземе, наприкінці філософського століття» (1796, 1800);

- «Відземська старовина» (1798-1799);

- «Подорожня історія» (1800);

- «Ваннем Іманта» (1802).

Також Г. Меркель відомий як автор численних публіцистичних та критичних статей.

## Вшанування пам'яті
- У 1869 році, на честь 100-річчя від дня народження, Ризьким латиським товариством на могилі Г. Меркеля був встановлений пам’ятник із написом «На згадку від вдячних латишів»[13].
- У 1969 році, за місцем народження Г. Меркеля, у Лідурзі біля лютеранської церкви, встановлений пам’ятник письменнику[14].
- У 1998 році ім’я письменника було надано початковій школі Ледурги[15].
- У 2019 році, на честь 250-річчя від дня народження Латвійською поштою тиражем у 100 000 примірників була випущена поштова марка[16].